# Mansoura (Hama)
Pour les articles homonymes, voir Mansourah.
Mansoura (arabe : المنصورة) est un village du nord-ouest de la Syrie, dépendant administrativement du canton (nahié) d'Al-Ziyarah dans le gouvernorat de Hama. Sa population, selon le recensement de 2004, comptait alors 770 habitants.
Le village à l'ouest d'Alep est le théâtre de combats pendant la bataille d'Alep.